# Џејмс Лонгстрит
Џејмс Лонгстрит (енгл. James Longstreet; Еџфилд, 8. јануар 1821 — Гејнсвил, 2. јануар 1904) је био генерал Конфедерације у Америчком грађанском рату.

## Биографија
Завршио је 1842. године Војну академију Вест Поинт. Учествовао је у Америчком грађанском рату на страни Југа. У првој бици код Бул Рана, као командант дивизије, стекао је поверење Роберта Лија, али је у другој бици код Бул Рана и код Антитама био сувише неодлучан. У бици код Фредериксбурга је на челу 1. корпуса. Као самосталан командант у југоисточној Вирџинији је водио резултате без битнијих успеха. Учествовао је и у бици код Гетизбурга. Није имао успеха ни 1864. године у источном Тенесију, али је априла исте године стигао да учествује у биткама у Вилдернису. Учествовао је у операцијама око Ричмонда у последњој фази рата. Са остацима свога корпуса, предао се снагама Севера 9. априла 1865. године.
Био је изасланик САД у Турској (1880-81) и управник Пацифичке железнице (1898-1904).